# Alexandru Fölker
Alexandru Fölker (Orşova, 28 de janeiro de 1956 - 1996) é um ex-handebolista romeno, três vezes medalhista olímpico.

## Títulos
- Jogos Olímpicos:
  - Prata: 1976
  - Bronze: 1980, 1984